# Djallon-Foula
Djallon-Foula is een gemeente (commune) in de regio Sikasso in Mali. De gemeente telt 11.200 inwoners (2009).